# Мангуста єгипетська
Herpestes ichneumon (мангуст єгипетський) — рід ссавців, представник ряду хижих із родини мангустових.

## Поширення та проживання
Цей вид зустрічається в основному в країнах Африки на південь від Сахари. Відсутня на більшій частині Південної Африки, але присутній на східному та південно-східному узбережжях. У Північній Африці поширений від північного й східного Єгипту на південь до Ефіопії. Вид також знаходиться від Синайського півострова до півдня Туреччини і на Піренейському півострові в південній та центральній частині Португалії та південно-західній Іспанії. Знаходиться до 3000 м над рівнем моря на ефіопському високогір'ї. В основному пов'язаний з місцями проживання, які мають підповерхову рослинність в прибережних (струмки, річки, болота, озера) місцях проживання. Уникає вологі ліси й пустелі.

## Поведінка
Веде денний спосіб життя. Це всеїдний вид, який живиться дрібними тваринами, рослинною їжею, яйцями крокодилів.

## Загрози та охорона
Немає серйозних загроз в межах ареалу, хоча в деяких його частинах вид може опинитися під локалізованими загрозами. На Піренейському півострові випадкові і навмисні отруєння є локальною загрозою і захоплення в пастки є законним в Португалії. У Північній Африці цей вид часто знаходиться під захистом місцевих людей, тому що його вважають хижаком змій. Цей вид присутній в багатьох охоронних районах.